# Palazzo Pretorio (Anghiari)
Il Palazzo pretorio o Palazzo del vicario fu costruito nel XIV secolo. È attualmente utilizzato come sede municipale ed è iscritto nell'elenco degli edifici monumentali della provincia.
Posto al centro del primo nucleo di Anghiari, si presenta con un'organizzazione planimetrica ad L, la facciata è ornata da stemmi dei vari vicari e podestà che si sono succeduti nell'amministrazione della giustizia per conto del governo fiorentino, conserva inoltre tracce delle originali finestre ad arco. Un tempo sede dell'antico Tribunale, conserva al pian terreno alcune 'segrete', una cappella ed un affresco raffigurante la Giustizia, opera del XV secolo da attribuire probabilmente ad Antonio di Anghiari, primo maestro locale di Piero della Francesca.
Il piano terra fu occupato nel XIX secolo dalle prigioni e all'interno si trova un cortile, con pozzo alimentato dalla sottostante cisterna. Sul fianco destro si apre una cappella con affreschi quattrocenteschi.
Al pianterreno, in una zona più bassa rispetto al piano di calpestio, è stata recentemente ritrovata una vasca vinaria, reperto di età romana.
Le pareti della Sala del Consiglio, sono ornate dai quadri donati dal pittore concittadino Fausto Vagnetti.